# Armin Stremitzer
Armin Stremitzer (* 29. April 1983) ist ein Hockeyspieler aus Österreich.

## Verein
Er spielte für den Akademischen Hockey- und Tennisclub Wien (AHTC), wo er zur Saison 2008/09, gemeinsam mit seinem Bruder Elmar, vom Post SV Wien hinwechselte, bei dem er seit seiner Kindheit spielte. Mit dem AHTC wurde Stremitzer auf Anhieb Meister auf dem Feld und in der Halle. Zuvor hatte er mit dem Post SV 2006 den Staatsmeistertitel am Feld sowie den Cup gewonnen. In der Saison 2006/07 spielte er beim französischen Meister Paris St. Germain, dem er zum neuerlichen Gewinn der Meisterschaft und zum Sieg im französischen Cup verhalf. Mit Saint-Germain nahm er auch am letzten Europacup der Meister in Bloemendaal teil, bevor in der darauffolgenden Saison die Euro Hockey League ins Leben gerufen wurde.

## Nationalmannschaft
Stremitzer debütierte im Jahr 2000 beim Alpencup für Österreich und war seither fixer Bestandteil jener Mannschaften, die 2007 in Lissabon bei der B-EM am Feld Österreichs erstmalige Teilnahme an einer A-Europameisterschaft erreichten, sowie dadurch die Teilnahmen am Qualifikationsturnier für die Olympischen Sommerspiele 2008 und dem Qualifikationsturnier für die Hockey-Weltmeisterschaft 2010 in Indien.
Ab 2009 war er Kapitän der österreichischen Hockey-Nationalmannschaft und Europameister im Hallenhockey 2010. Zum 18. Januar 2010 hat Stremitzer 122 Länderspiele bestritten.

## Privates
Er ist der Zwillingsbruder von Elmar Stremitzer, der ebenfalls österreichischer Nationalspieler war. Er arbeitet bei einer österreichischen Bank.